# Sergej Panov
Sergej Jur'evič Panov (in russo Сергей Юрьевич Панов?; Rjazan', 30 giugno 1970) è un ex cestista russo.

## Carriera
Con la Russia ha disputato i Giochi olimpici di Sydney 2000, tre dei Campionati mondiali (1994, 1998, 2002) e cinque dei Campionati europei (1993, 1995, 1997, 1999, 2001).

## Palmarès
- Campionato russo: 12

CSKA Mosca: 1994-95, 1995-96, 1996-97, 1997-98, 1998-99, 1999-2000, 2002-03, 2003-04, 2004-05, 2005-06
Ural Great Perm': 2000-01, 2001-02
- Coppa di Russia: 2

CSKA Mosca: 2004-05, 2005-06
- Eurolega: 1

CSKA Mosca: 2005-06